# Milčice
Milčice är en ort i Tjeckien.   Den ligger i regionen Mellersta Böhmen, i den centrala delen av landet, 40 km öster om huvudstaden Prag. Milčice ligger 200 meter över havet och antalet invånare är 270.
Terrängen runt Milčice är platt.Runt Milčice är det ganska tätbefolkat, med 124 invånare per kvadratkilometer. Närmaste större samhälle är Kolín, 17,2 km sydost om Milčice. Trakten runt Milčice består till största delen av jordbruksmark.